# Carlos Slim Helú
Pour les articles homonymes, voir Slim et Helu.
 (août 2022).
L'article doit être relu — et modifié si nécessaire — par des contributeurs indépendants pour apporter un regard critique aux contributions effectuées en violation des conditions d'utilisation de Wikipédia, tant sur la forme (notamment concernant le style encyclopédique, la proportionnalité) que sur le fond (la neutralité de point de vue, la qualité et l'indépendance des sources).
Carlos Slim Helú, né le 28 janvier 1940 à Mexico, est un homme d'affaires milliardaire libano-mexicain. Il est propriétaire du Grupo Carso, et à travers lui de nombreuses autres entreprises, parmi lesquelles América Móvil et sa filiale Telmex. Il est également l'un des principaux actionnaires de la New York Times Company.
Sa fortune est estimée à 96,1 milliards de dollars américains le 22 avril 2023 selon le magazine Forbes, ce qui fait de lui la huitième personne la plus riche du monde.

## Biographie

### Enfance et formation
Carlos Slim Helú est né à Mexico en 1940 de parents catholiques maronites, Julián Slim Haddad et Linda Helú, tous deux d'origine libanaise,. Son père, né Khalil Salim Haddad Aglamaz, quitta le Liban (alors partie de l'Empire ottoman) pour émigrer au Mexique à l'âge de 14 ans, en  1902, et changea son nom en Julián Slim Haddad ; il était alors fréquent que de jeunes Libanais soient envoyés à l'étranger avant l'âge de 15 ans pour échapper à la conscription dans l'armée ottomane ; quatre des frères aînés de Haddad vivaient déjà au  Mexique lors de son arrivée.
Sa mère, Linda Helú Atta, est née à Parral (Chihuahua), de parents libanais ayant émigré au Mexique à la fin du XIXe siècle ; à leur arrivée, ceux-ci avaient fondé un des premiers magazines en arabe destiné à la communauté libano-mexicaine, à l'aide d'une presse qu'ils avaient emportée avec eux.
En 1911, Julián fonda un magasin de nouveautés, La Estrella del Oriente (L'étoile d'Orient). Vers 1921, il avait acheté du terrain dans le quartier commercial de la ville de Mexico. Ces entreprises devinrent la source d'une fortune considérable.
Julián Slim et Linda Helú se marièrent en août 1926. Ils eurent six enfants : Nour, Alma, Julián, José, Carlos et Linda. Julián père mourut en 1953.
Leur père enseigna à Carlos, à ses frères et à ses sœurs les bases du commerce. Dès l'âge de 11 ans, il investit dans des obligations d'épargne de l'État, ce qui lui enseigne le concept de l'intérêt composé. Il prend note de toutes les transactions financières et commerciales qu'il fait dans un livre de comptes personnel qu'il conserve encore aujourd'hui. Dès l'âge de 12 ans, Slim achète des actions dans une banque mexicaine, et à 15 ans, il devient actionnaire de la plus grande banque du Mexique. À 17 ans, il gagne 200 pesos par semaine dans la compagnie de son père.
Il entre ensuite à l'université nationale autonome du Mexique, où il met à profit ses talents en mathématiques pour payer une partie de ses études. Il est étudiant en génie civil mais s'intéresse à l'économie, et suivra des cours d'économie au Chili. En 1961, il est ingénieur diplômé de l'UNAM  et ouvre un cabinet de courtage en immobilier. 

### Carrière

#### Années 1970-1980
Il commence sa carrière financière par l'achat-vente de biens immobiliers au centre de la ville de Mexico. Il consolide sa fortune dans les années 1980. En 1980, il crée Grupo Galas, société mère d'un conglomérat possédant des parts dans l'industrie, la construction, les mines, le commerce de détail, l'alimentation et le tabac. En 1981, Slim acquiert une participation majoritaire dans Cigarros la Tabacelera Mexicana (Cigatam), le deuxième producteur et distributeur de cigarettes du Mexique, à un prix réduit. En 1982, il profite de la crise financière pour racheter de nombreuses entreprises, dont Seguros de Mexico pour 44 millions de dollars américains (En 2007,  sa valeur était estimée à 2,5 milliards). En 1986, il rachète entre autres le groupe de sociétés Nacobre, qui commercialise des produits en cuivre et en aluminium, ainsi qu'une entreprise dans la chimie, Química Fluor.   

#### Années 1990
En 1990, soutenu par ses amis politiques dont le président Carlos Salinas, il monte un consortium et rachète la première société de télécommunications du Mexique (Telmex), vendue par l'État lors de la présidence de Salinas. Le marché des télécommunications au Mexique n'est toujours pas très ouvert à la concurrence. À travers son influence politique, il réussit à garder Telmex dans une situation de quasi-monopole (oligopole). Selon The New York Times, l'opérateur de téléphonie fixe Telmex détient une part de marché de 90 % et l'opérateur de téléphonie mobile Telcel, également contrôlé par Slim, détient une part de marché de 80 %.    
En 1997, il subit une opération à cœur ouvert et abandonne la présidence exécutive de ses sociétés[réf. nécessaire].

#### Années 2000
En 2007, l'ensemble de ses participations dans différentes sociétés représente entre 5 et 8 % du PIB mexicain et 40% de la capitalisation totale de la Bourse de Mexico. La même année, ses entreprises réalisent 2 à 3 % du PIB mexicain et représentent 10 % de la capitalisation boursière de Mexico.     
Selon le magazine Fortune, en août 2007, Carlos Slim a dépassé Bill Gates, fondateur de Microsoft, pour devenir l'homme le plus riche du monde, avec 59 milliards de dollars américains. Le magazine estime qu'il a gagné 12 milliards de dollars sur la première moitié de l'année 2007, principalement grâce à ses investissements boursiers[réf. nécessaire].
En février 2008, il devient le deuxième actionnaire du quotidien américain The New York Times. Fin 2008, une rumeur affirme qu'il est en négociation pour racheter Honda Racing F1 Team et aligner sa propre équipe sur les grilles de départ du championnat du monde de Formule 1 2009. En 2009, selon le quotidien sportif espagnol Marca, il serait impliqué dans le projet Campos Meta Team qui devrait participer au championnat du monde de Formule 1 2010.
Il représente en 2008 plus de 40 % de la capitalisation totale de la Bourse de Mexico et près de 8 % du produit intérieur brut (PIB) du pays.

#### Années 2010
En août 2011, il perd 4,5 milliards d'euros en une semaine à cause de la crise boursière.
En mars 2013, il est confirmé comme l'homme le plus riche du monde par le magazine Forbes, mais, début 2014, Bill Gates redevient l'homme le plus riche du monde et Carlos Slim descend à la deuxième place et à la troisième à la fin de l'année cédant la deuxième marche du podium à Warren Buffett. En 2018, le Forbes lui attribue la septième fortune mondiale et l'évalue à 67 milliards de dollars. L'année suivante, sa fortune est estimée à 64 milliards de dollars américains, il est donc placé cinquième sur la liste des milliardaires du monde de Forbes.  
En novembre 2017, il est cité dans les révélations des Paradise Papers.  

### Prises de position
Il s'oppose en 2023 au projet du gouvernement de réduire le temps de travail hebdomadaire de 48 à 40 heures.  

### Vie privée
Carlos Slim renforce ses liens avec la puissante communauté libanaise en épousant, en 1966, Soumaya Domit Gemayel, nièce du président Amine Gemayel. Il est veuf depuis le 7 mars 1999 et a six enfants : Carlos, Marco Antonio, Patrick, Soumaya, Vanessa, et Johanna. Carlos, Marco Antonio et Patricio participent aux activités des sociétés de leur père à des postes clés et prennent quotidiennement des décisions stratégiques, l'aidant ainsi à consolider son patrimoine.
Carlos Slim est catholique maronite et l'un des principaux défenseurs de la Légion du Christ, un institut religieux catholique.

### Philanthropie
Par le biais de ses fondations, il donne 5 milliards de dollars en 2006 et prévoit d'en donner deux fois plus entre 2007 et 2010. Il annonce début août 2007 son intention de lancer un plan de 300 millions de dollars pour la construction de 100 nouvelles écoles au Mexique.
Il a d'abord créé en 1986 la Fondation Carlos Slim Helu (Fundación Carlos Slim Helú.) Elle finance le musée Soumaya, ouvert en 2011 et qui abrite à Mexico la plus grande collection de Rodin hors de France ainsi que la plus grande collection de Salvador Dali en Amérique latine.
Il crée en 1995 la Fondation Telmex (Fundación Telmex), qui met en place en 2007 les instituts Carso pour la santé, les sports et l'éducation avec un financement de 4 milliards de dollars.
En 2000, Carlos Slim Helu et Jacobo Zabludowsky créent la Fondation pour le centre historique de la ville de Mexico A.C. (Fundación del Centro Histórico de la Ciudad de México A.C) pour revitaliser et sauver le centre-ville historique de Mexico.
Sur l'invitation de la fondation maronite dans le monde, il se rend au Liban en mars 2010. L'accueil qui lui est réservé est à la hauteur de l'enjeu, pour des dirigeants qui tentent d'intéresser les Libanais à leur pays d'origine. Il promet d'investir dans un pays où tout est à reconstruire.

## Sociétés
- Grupo Carso (Président) consortium qui inclut 
  - Condumex,
  - Nacobre,
  - Porcelanite,
  - Hoteles Calinda,
  - Frisco,
  - Cigatam (Président),
  - Ferromex
  - Sanborns
  - Telmex (Président)
- Telnor (Président)
- Comertel Argos (Président)
- Red Uno (Président)
- Uninet (Président)
- América Móvil (Président)
- Sears succursale (Président)
- Saks Fifth Avenue succursale (Président)
- Telcel (Président)
- Dorian's (Président)
- Grupo Financiero Inbursa (Président)
- CompUSA (en) (Actionnaire)
- Volaris (Actionnaire)
- Mixup (Actionnaire)
- Claro Codetel (Président)

Par ailleurs, Carlos Slim est actionnaire minoritaire d'Apple via BlackRock.